# 杨瑾
杨瑾，余姚（今浙江余姚）人，南宋政治人物。
杨瑾曾于1234年接替韩曾任华亭县知县一职，1237年由宋良材接任。